# Polyzonus coeruleus
Polyzonus coeruleus es una especie de escarabajo longicornio del género Polyzonus, subfamilia Cerambycinae, tribu Callichromatini. Fue descrita científicamente por Gressitt y Rondon en 1970.
El período de vuelo ocurre en los meses de enero, mayo y junio.

## Descripción
Mide 20,8-26 milímetros de longitud.

## Distribución
Se distribuye por Laos, Birmania, Tailandia y Vietnam.